# روي ك. جنسن
روي ك. جنسن (بالإنجليزية: Roy C. Jensen)‏ هو سياسي أمريكي، ولد في 7 أغسطس 1909، وتوفي في 6 مارس 2011. حزبياً، نشط في الحزب الجمهوري. وقد انتخب عضو مجلس نواب مينيسوتا.